# Missa Salisburgensis

Mehrchörige Aufführung im Salzburger Dom, Kupferstich von Melchior Küsel (1682)

Die Missa Salisburgensis à 53 voci ist eine großangelegte barocke Messvertonung für zwei vokale und vier instrumentale Chöre (bzw. Orchester) im Stile der venezianischen Mehrchörigkeit. Die anonym überlieferte Komposition wird heute Heinrich Ignaz Franz Biber zugeschrieben; früher wurden Orazio Benevoli oder Andreas Hofer als Komponist vermutet. Die Messe wurde vermutlich erstmals 1682 im Salzburger Dom anlässlich des 1100-jährigen Bestehens des Bistums Salzburg (gerechnet nach der Haustradition des Stiftes St. Peter) aufgeführt.

## Besetzung
- Choro I: SSAATTBB in concerto, mit Orgel
- Choro II: 2 Violinen, 4 Violen
- Choro III: 4 Flöten, 2 Oboen, 2 Clarini
- Choro IV: 2 Cornetti (Zinken), 3 Posaunen
- Choro V: SSAATTBB in concerto (wie Choro I.)
- Choro VI: 2 Violinen, 4 Violen
- Loco I: 4 Trombe, Timpani
- Loco II: 4 Trombe, Timpani
- Organo e Basso continuo

## Gliederung
- Kyrie
- Gloria
- Credo
- Sanctus/Benedictus
- Agnus Dei

Im Anhang der Partitur findet sich ferner der Hymnus Plaudite tympana für die gleiche Besetzung.

## Aufnahmen/Tonträger
- Otto Schneider Festival Concert Orchestra, St. Anthony Cathedral Choir, Hugo Schmid (Orgel), Otto Schneider (Dir.). Musical Heritage Society LP MHS 503 S (1950er-Jahre)
- Escolania de Montserrat, Tölzer Knabenchor, Collegium Aureum, Ireneu Segarra. Deutsche Harmonia Mundi CD RD77050 (1974) – In dieser Aufnahme noch Orazio Benevoli zugeschrieben
- Musica Antiqua Köln,  Reinhard Goebel (Konzertmeister), Gabrieli Consort & Players, Paul McCreesh (Dir.). Archiv Produktion CD 457 611-2 (1998)
- Amsterdam Baroque Orchestra & Choir, Ton Koopman (Dir.). Erato CD 3984 25506 2 (1998)
- La Stagione Armonica, Sergio Balestracci (Dir.). Amadeus „Speciale“ 173

- Collegium 1704, Václav Luks[1]